# Fosse Thiers
La fosse Thiers ou Adolphe Thiers de la Compagnie des mines d'Anzin est un ancien charbonnage du Bassin minier du Nord-Pas-de-Calais, situé à Saint-Saulve. Les deux puits sont commencés en 1856 et la fosse est en mesure d'extraire en 1860. Des terrils sont édifiés de l'autre côté de l'Escaut. Des cités sont bâties, ainsi qu'une église, des écoles, et une salle des fêtes. La fosse Thiers est détruite durant la Première Guerre mondiale. Elle est reconstruite, avec en plus une centrale électrique et une cokerie. Durant la Seconde Guerre mondiale, les bombardements causent l'arrêt de la centrale, donc de l'exhaure, ce qui cause l'ennoyage de l'étage le plus profond.
La Compagnie des mines d'Anzin est nationalisée en 1946, et intègre le Groupe de Valenciennes. La fosse Thiers est concentrée en 1955 sur la fosse Cuvinot, et cesse par conséquent d'extraire. Le puits Thiers no 2 arrête en 1967 d'assurer le service et l'aérage. Les puits sont comblés l'année suivante et les installations sont détruites. Des exutoires de grisou sont installés sur les puits, et un sondage de décompression est entrepris en 1991. Les terrils sont exploités.
Au début du XXIe siècle, Charbonnages de France matérialise les têtes des puits Thiers nos 1 et 2. Il ne reste rien de la fosse. Les cités ont été rénovées, et sont remarquables par le nombre de modèles différents de logement qu'elles contiennent. Les sites des terrils et de la fosse sont devenus des espaces verts. Trois cités minières et un groupe scolaire ont été classés le 30 juin 2012 au patrimoine mondial de l'Unesco.

## La fosse

### Fonçage
La Compagnie des mines d'Anzin commence en 1856 les travaux de fonçage des deux puits de sa fosse Thiers, à Saint-Saulve, le long de l'Escaut. Le puits no 2 est entrepris à trente mètres au nord-est du puits no 1.

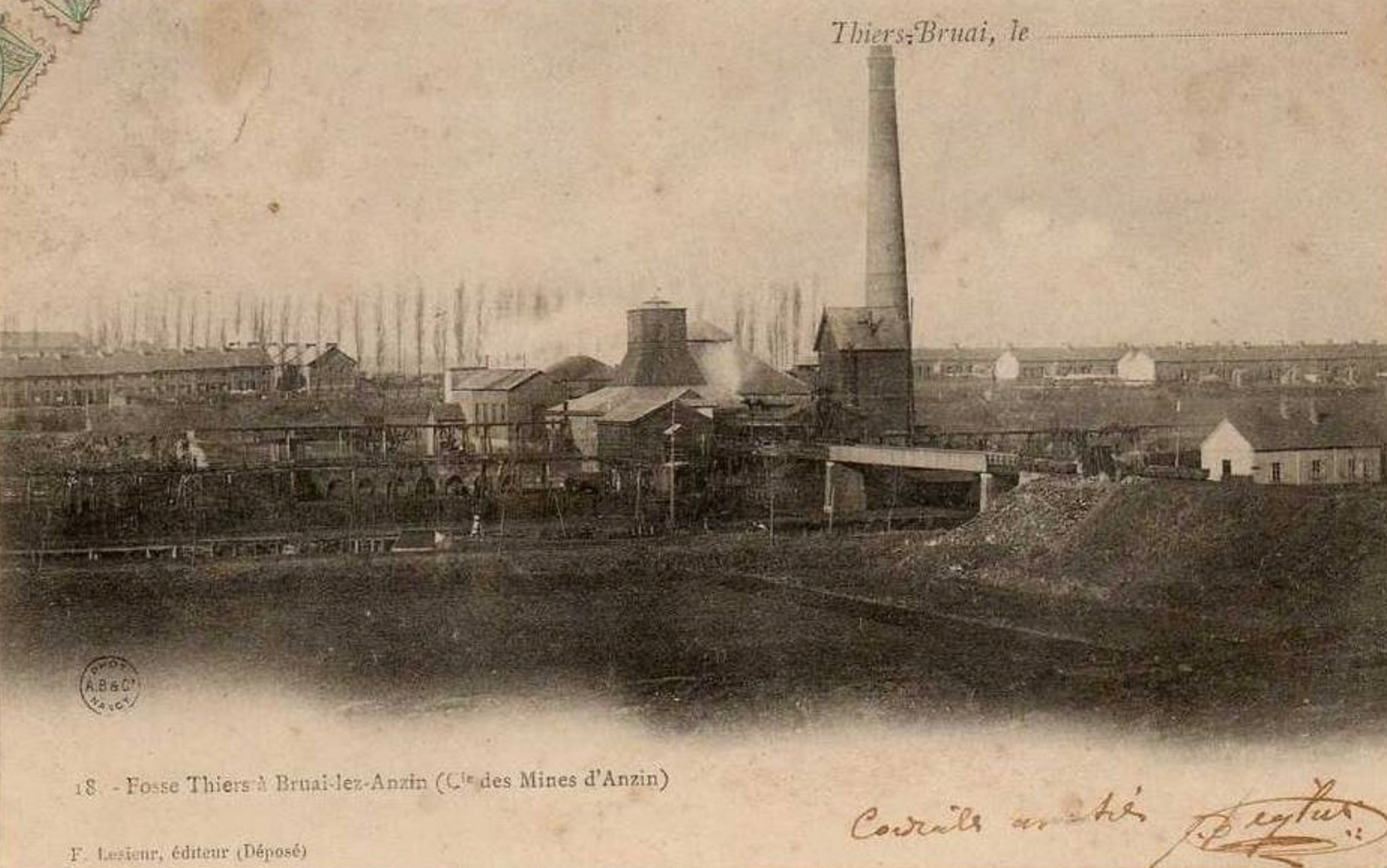
La fosse Thiers à l'origine.

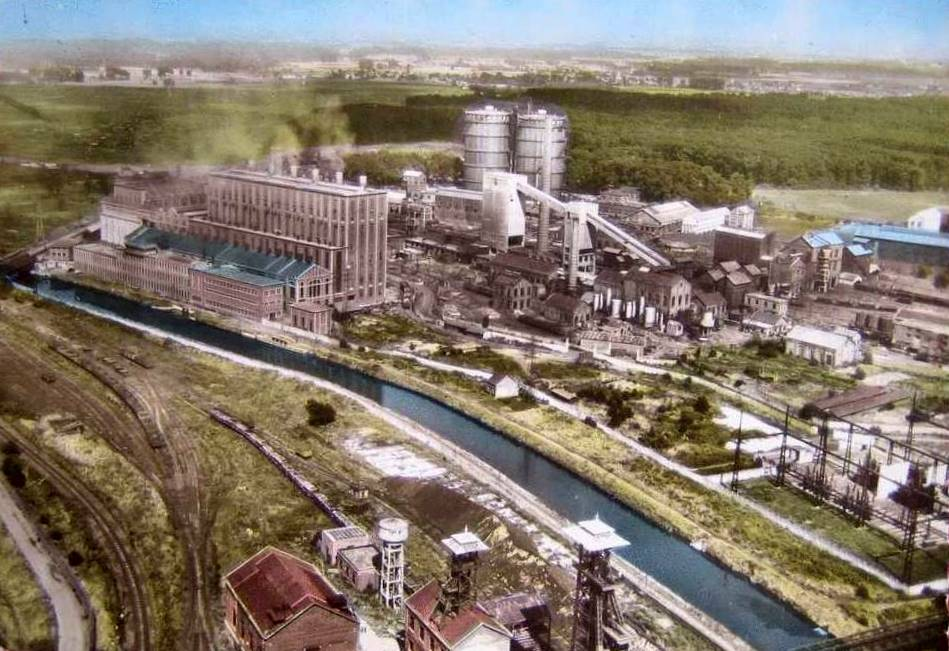
La fosse et la centrale.

Les orifices des puits sont situés à l'altitude de 23 mètres. Le terrain houiller est atteint à la profondeur de 139 mètres,.
La fosse est nommée en l'honneur d'Adolphe Thiers, président du conseil d'administration de la Compagnie d'Anzin, devenu plus tard président de la République française.

### Exploitation
Des bowettes sont foncées vers le nord et vers le sud, elles recoupent de nombreuses veines de charbon, mais beaucoup d'entre elles ne sont pas exploitables. La fosse commence à extraire de la houille grasse en 1860. Elle est reliée à la ligne de Somain à Péruwelz par un embranchement ferroviaire.
La fosse Thiers est détruite durant la Première Guerre mondiale. Elle est reconstruite en 1919, et une cokerie et une centrale électrique sont bâties à proximité. Durant la Seconde Guerre mondiale, en 1940, les installations subissent des bombardements, ce qui cause l'arrêt de la centrale donc des pompes d'exhaure. L'étage de 600 mètres est ennoyé.
La Compagnie des mines d'Anzin est nationalisée en 1946, et intègre le Groupe de Valenciennes. Il est prévu de concentrer la fosse Thiers sur la fosse Cuvinot, sise à Onnaing, à 2 720 mètres à l'est. Elles sont toutes deux reliées par une bowette à l'étage de 360 mètres en 1954. La concentration est effective en 1955, date à laquelle la fosse Thiers cesse d'extraire après avoir remonté 14 540 000 tonnes de houille depuis sa mise en service. Alors que le puits no 1 st inactif, le puits no 2 assure l'aérage et le service jusqu'à la fermeture, qui intervient en 1967. Les puits Thiers nos 1 et 2, respectivement profonds de 608 et 607 mètres, sont remblayés en 1968. L'ensemble des installations est détruit.

### Reconversion
Le carreau de fosse est reconverti en espace vert. Un sondage de décompression S03 est entrepris à 152 mètres au nord-est du puits no 2 du 13 novembre 1990 au 5 mars 1991. D'un diamètre de 19,4 centimètres, il a atteint la profondeur de 210 mètres,.
Au début du XXIe siècle, Charbonnages de France matérialise les têtes des puits Thiers nos 1 et 2. Le BRGM y effectue des inspections chaque année. Il ne subsiste rien de la fosse.

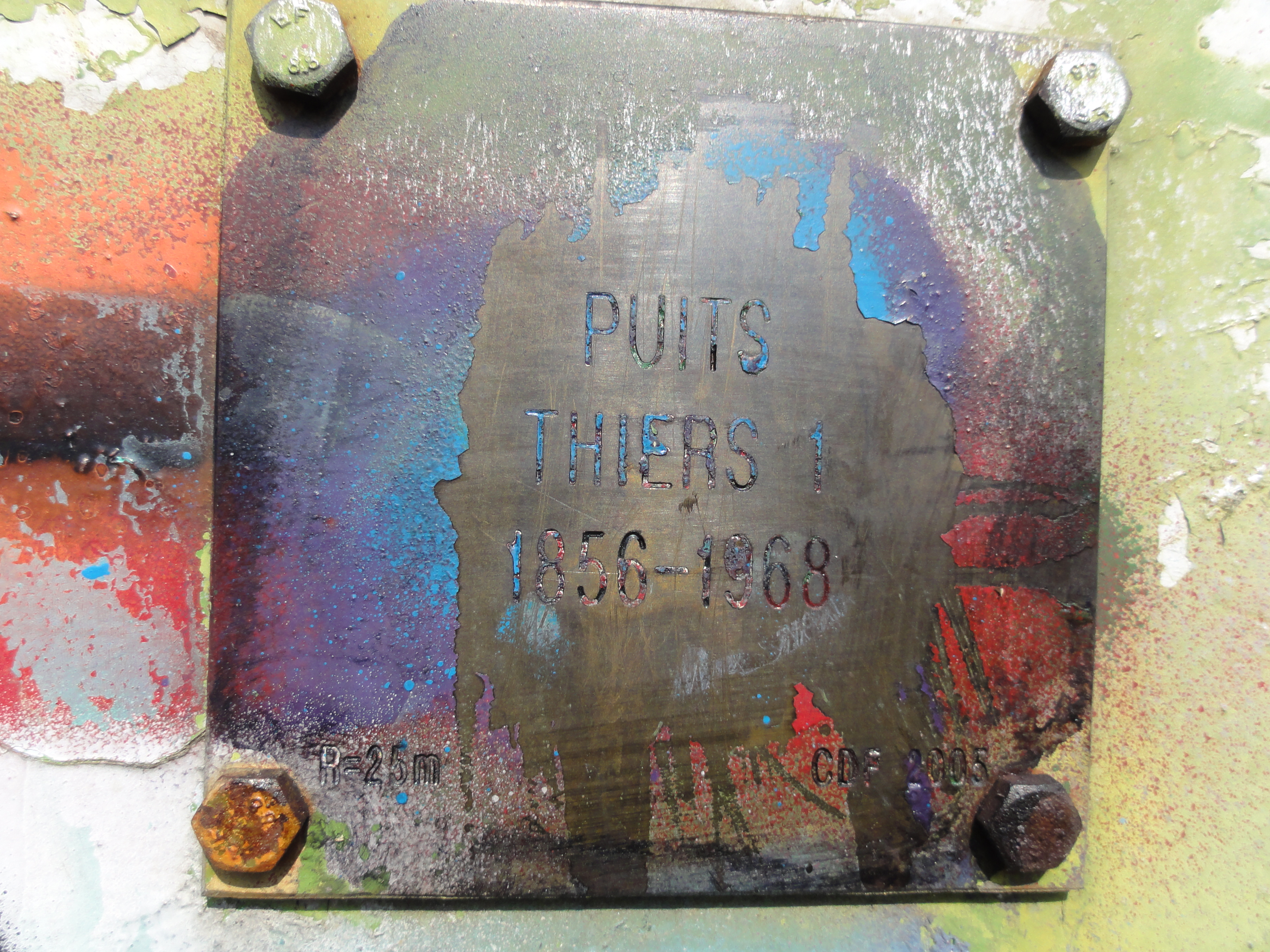
Puits Thiers no 1, 1856-1968.
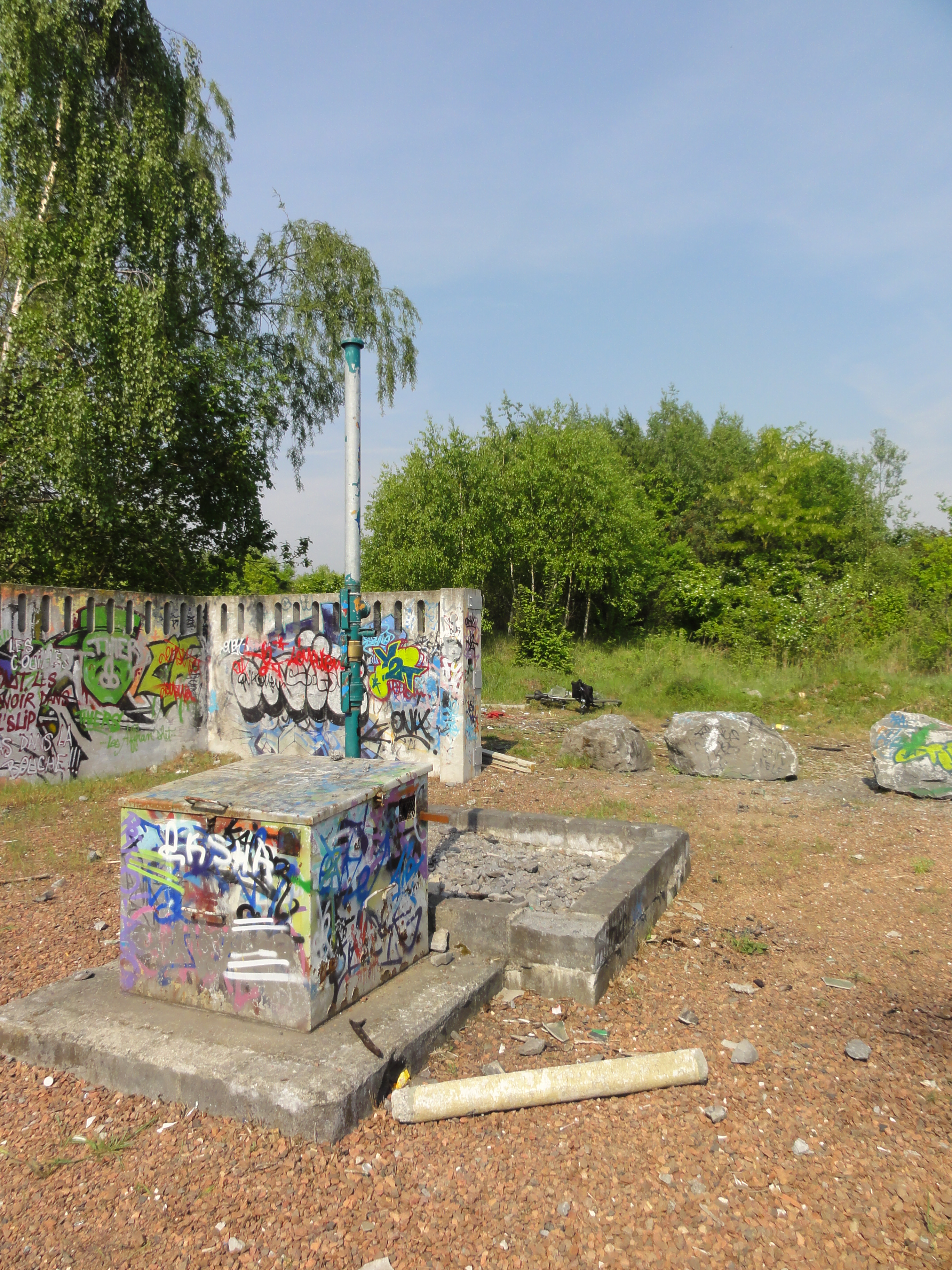
Le puits no 1 dans son environnement.
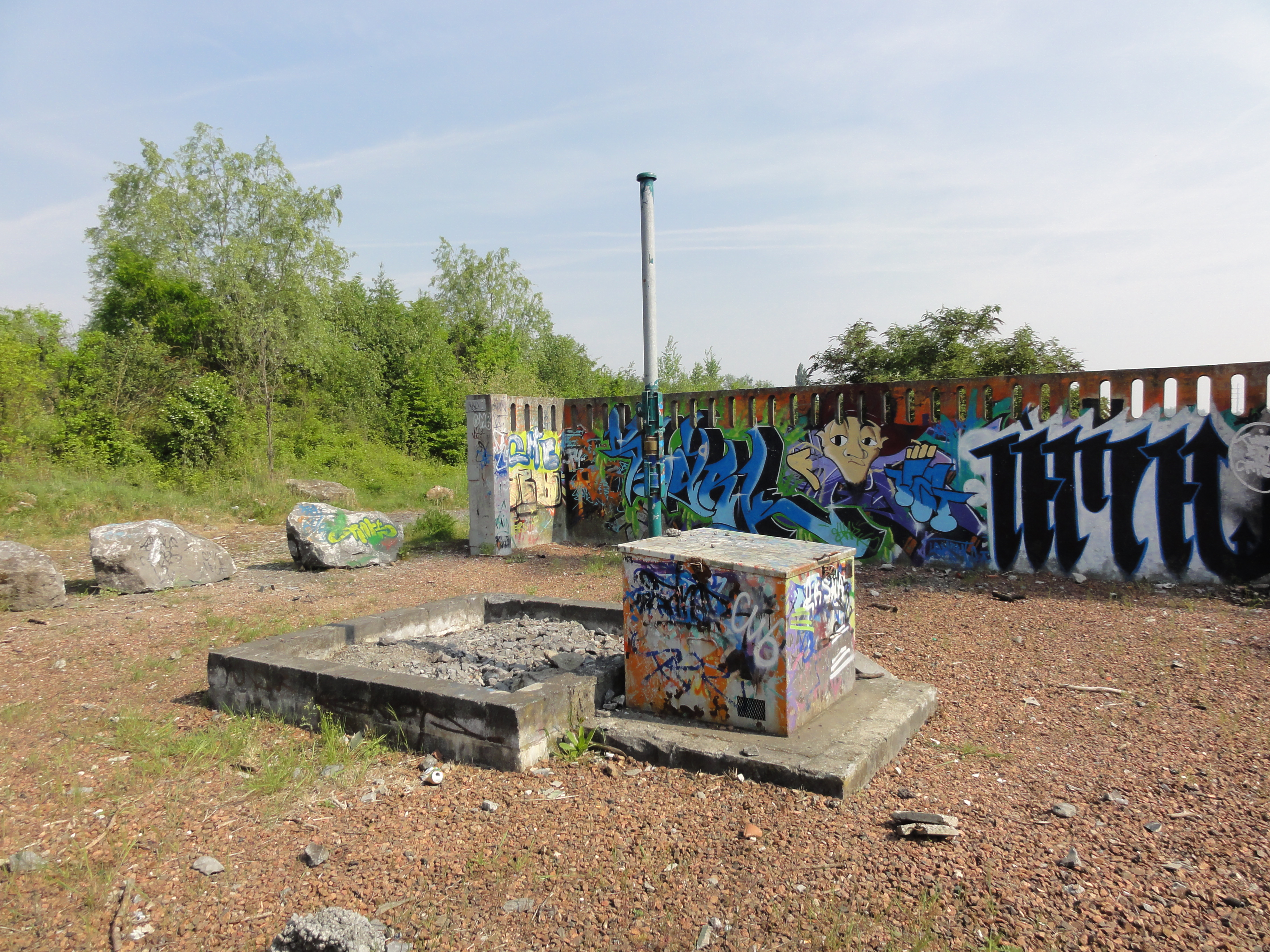
Le puits no 1 dans son environnement.
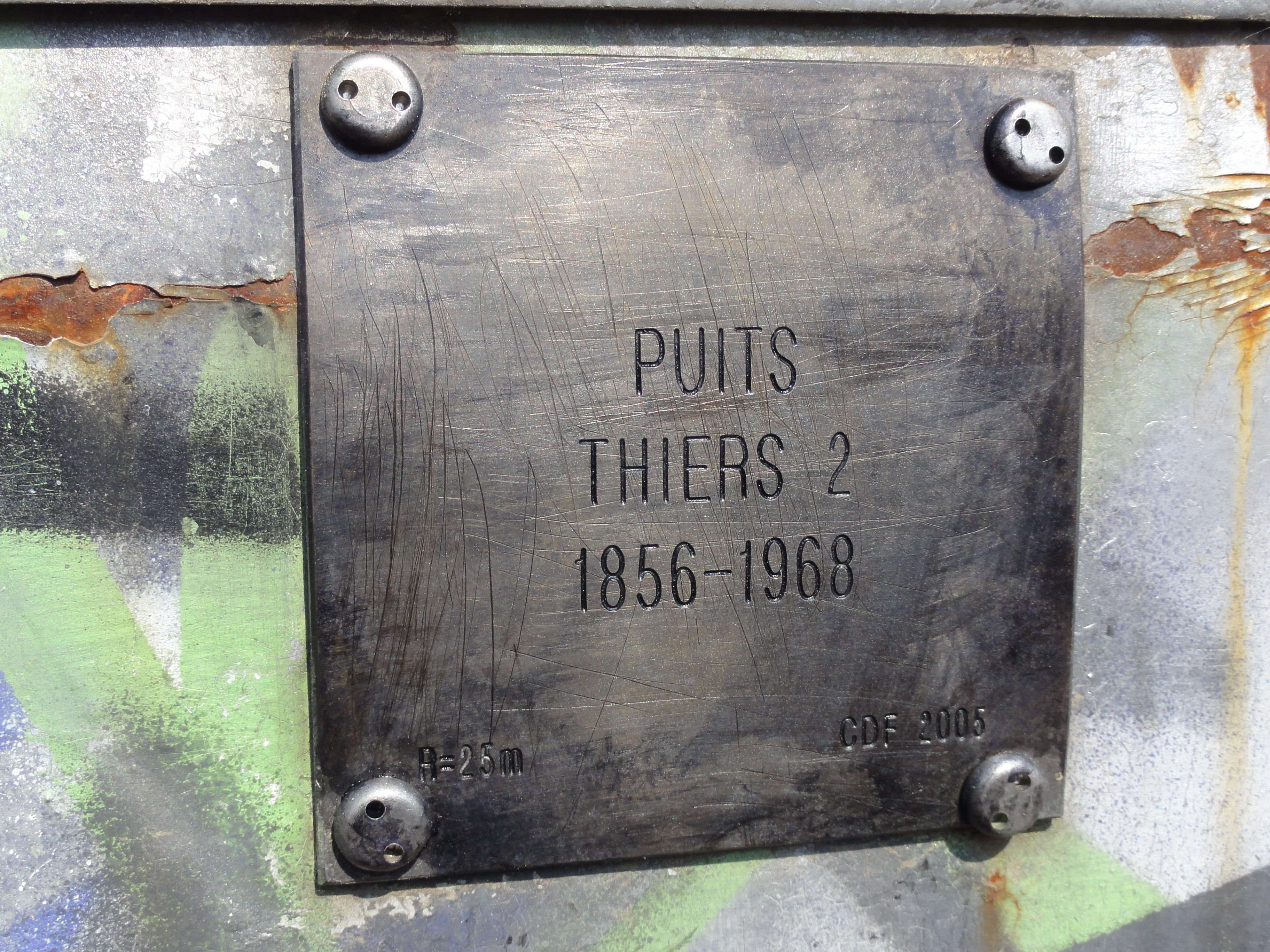
Puits Thiers no 2, 1856-1968.
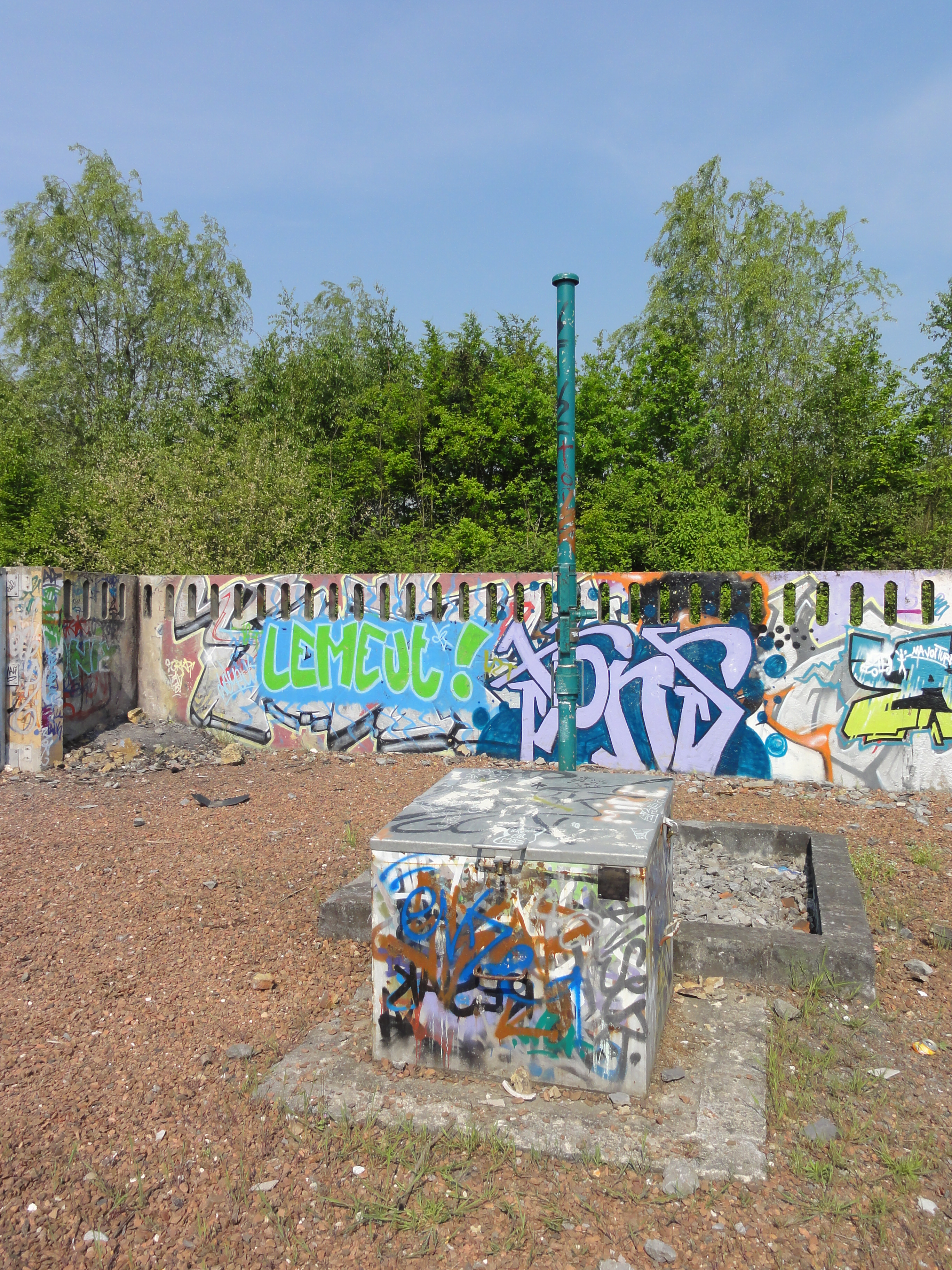
Le puits no 2 dans son environnement.
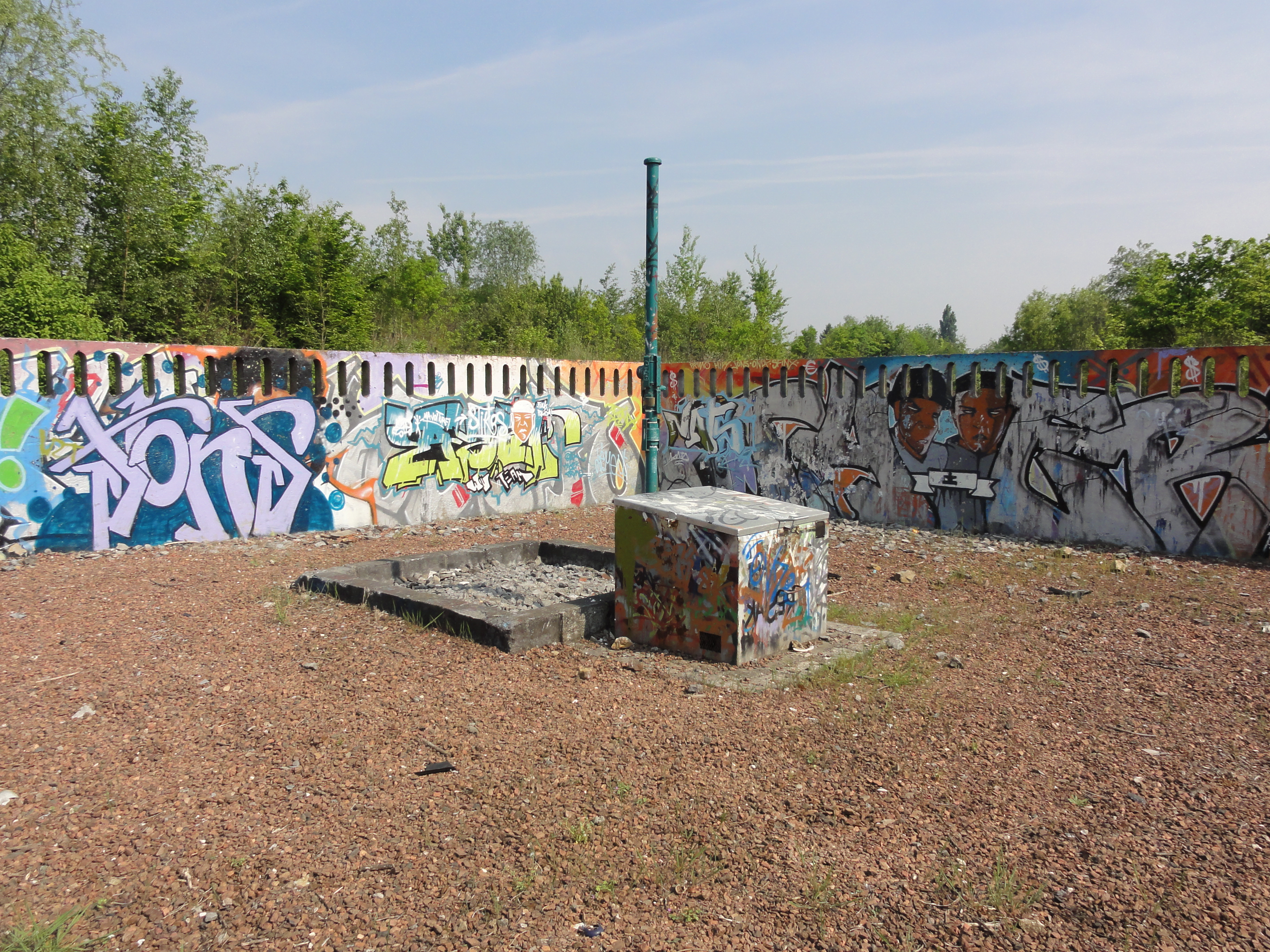
Le puits no 2 dans son environnement.

## Les terrils
Quatre terrils résultent de l'exploitation de la fosse et du complexe.

### Terrilno179, Thiers
50° 24′ 12″ N, 3° 33′ 47″ E

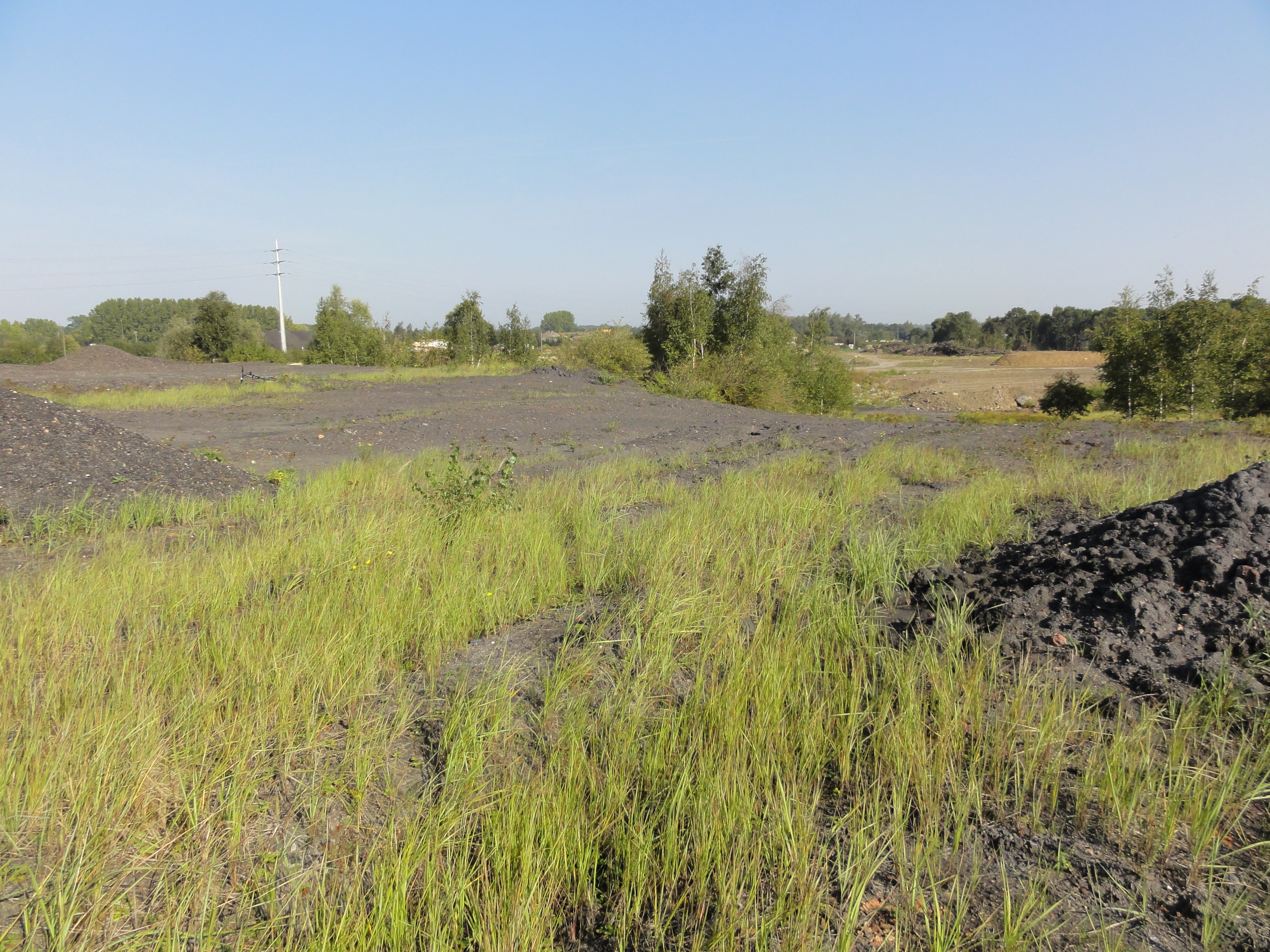
Le terril Thiers.

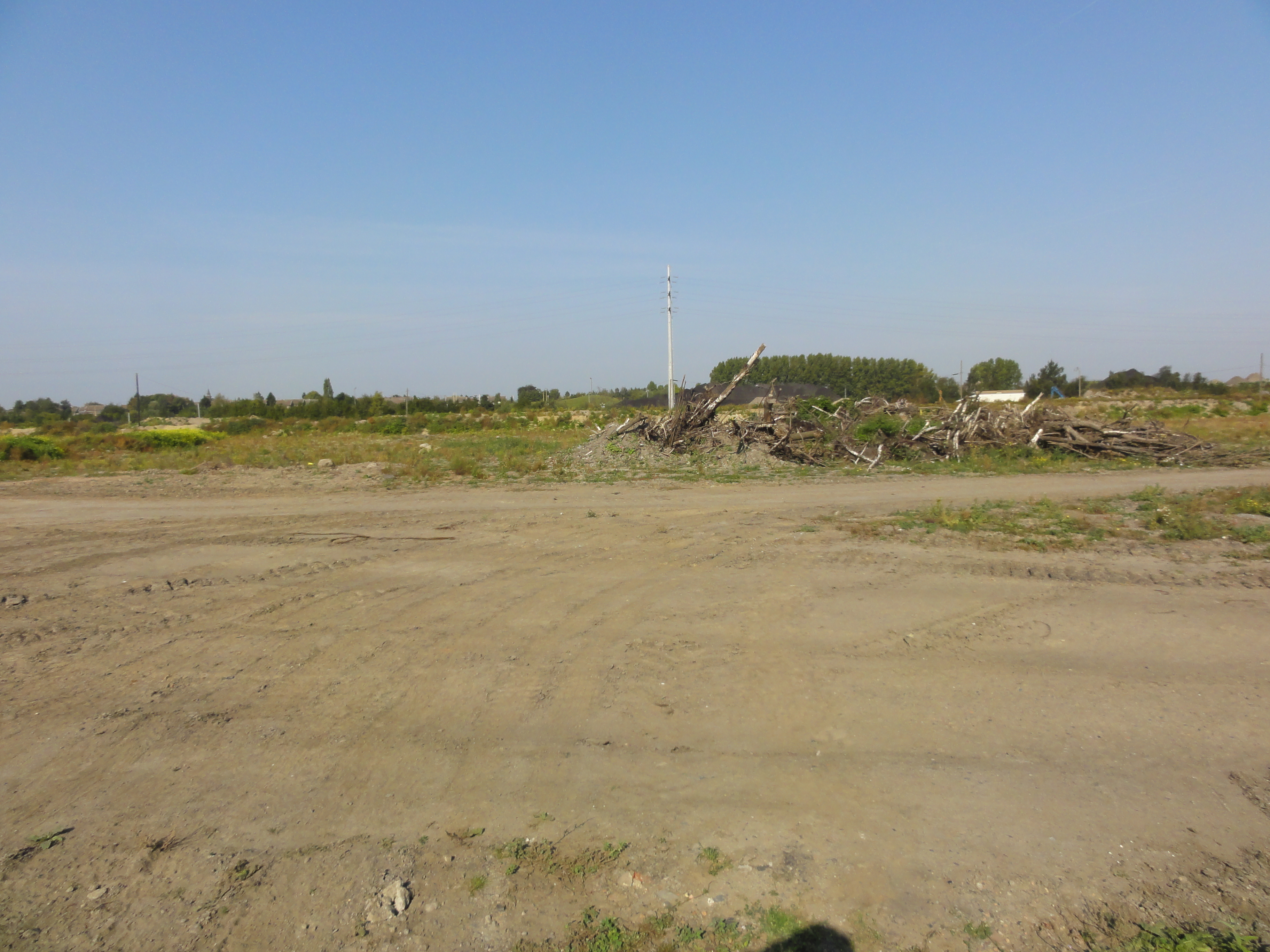
Le terril Mixtes sur 179.

Le terril no 179, Thiers, situé à Saint-Saulve, était le terril conique de la fosse Thiers des mines d'Anzin. Initialement haut de 83 mètres, il a été exploité par Tercharnor, il ne subsiste que la base.

### Terrilno179A, Mixtes sur 179
50° 24′ 15″ N, 3° 33′ 55″ E
Le terril no 179, Mixtes sur 179, situé à Onnaing, était le terril plat de la fosse Thiers des mines d'Anzin. Il a été exploité par Tercharnor, il ne subsiste que la base.

### Terrilno180, Remblais Petit Diable

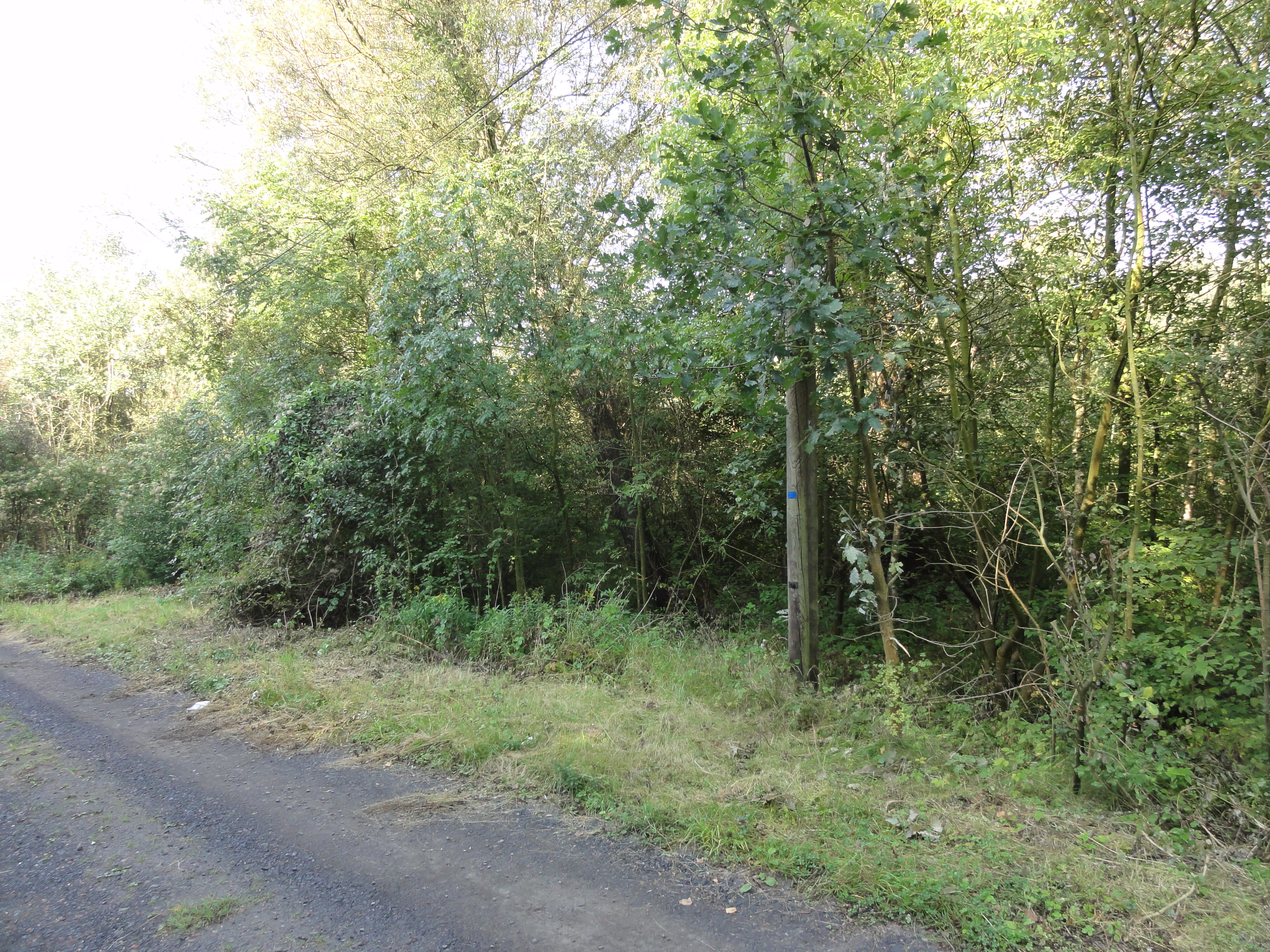
Le terril Remblais Petit Diable.

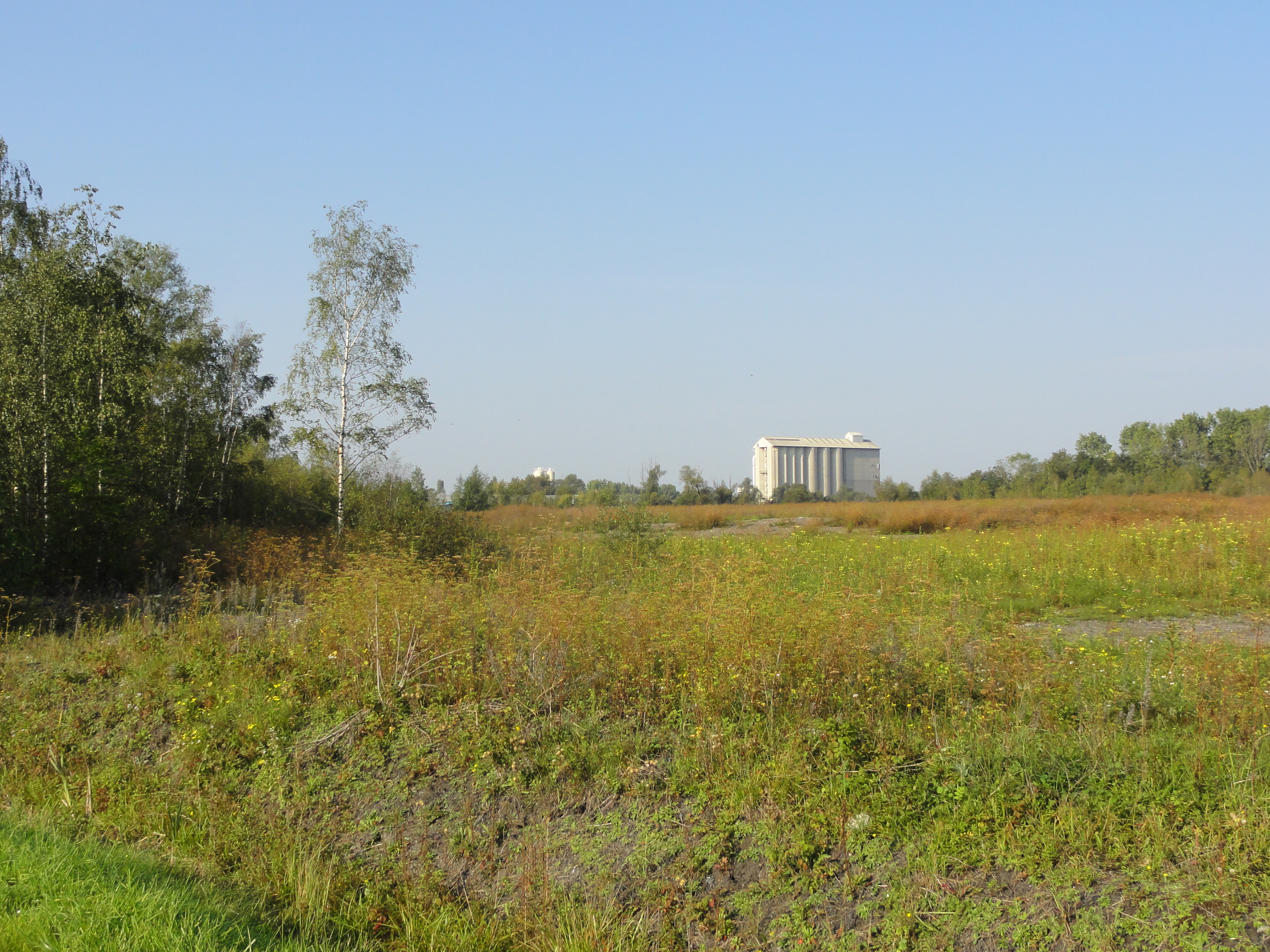
Le terril Cendres sur 180.

50° 24′ 06″ N, 3° 34′ 19″ E
Le terril no 180, Remblais Petit Diable, situé à Onnaing, est un terril plat. Initialement haut de quinze mètres, il a été exploité par Tercharnor.

### Terrilno181, Cendres sur 180
50° 23′ 43″ N, 3° 33′ 24″ E
Le terril no 181, Cendres sur 180, situé à Saint-Saulve, est un terril de cendres plat, issu du fonctionnement de la Centrale de Thiers. Initialement haut de neuf mètres, il a été exploité.

## Les cités
De vastes cités ont été bâties autour de la fosse Thiers, à Bruay-sur-l'Escaut, Escautpont et Onnaing. La cité moderne Ledru-Rollin à Bruay-sur-l'Escaut, la cité moderne Thiers nouvelle à Bruay-sur-l'Escaut et Escautpont, et la cité pavillonnaire Brunehaut et son groupe scolaire à Escautpont, font partie des 353 éléments répartis sur 109 sites qui ont été classés le 30 juin 2012 au patrimoine mondial de l'Unesco. Ils constituent une partie du site no 8.

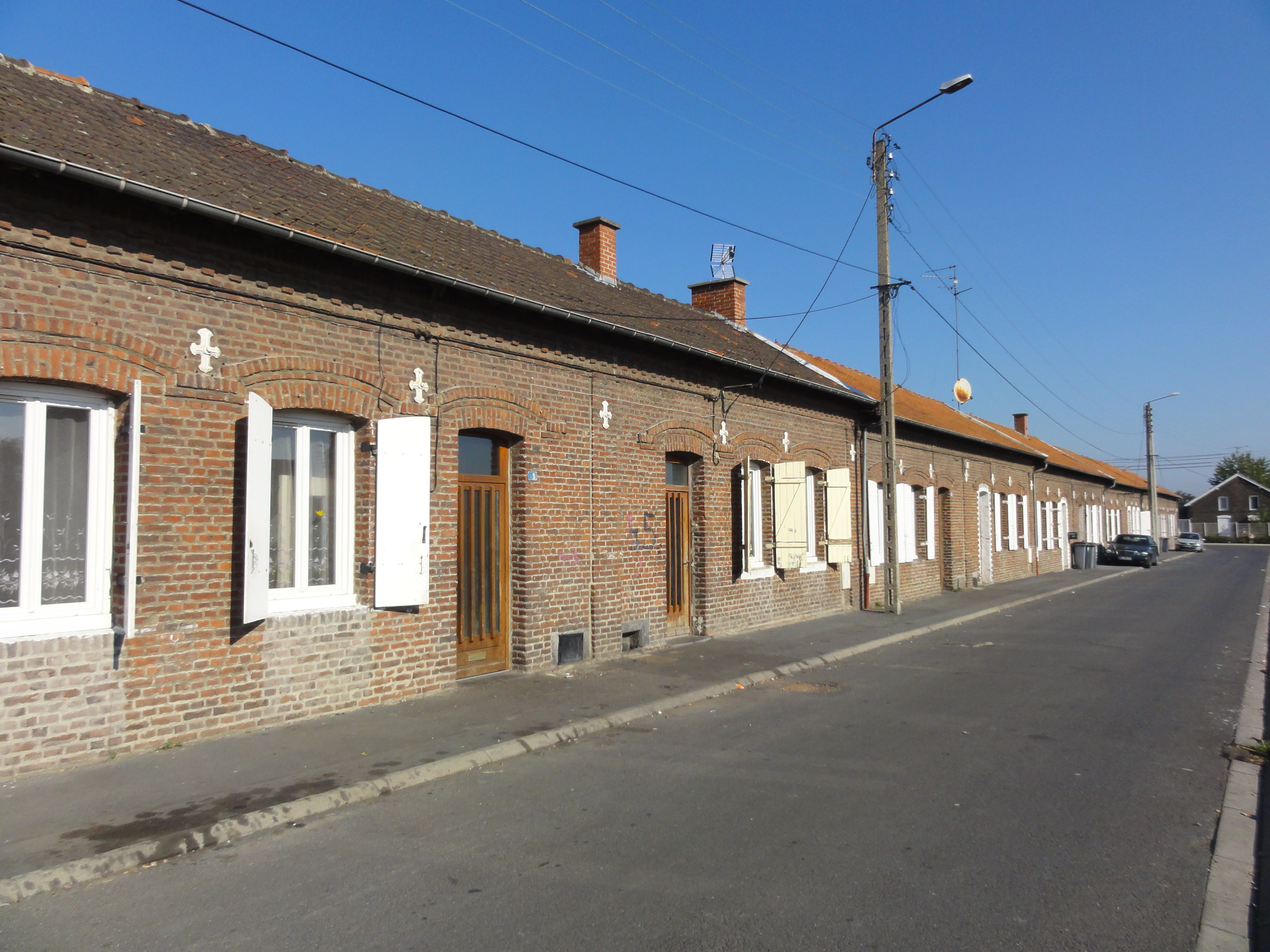
Un coron.
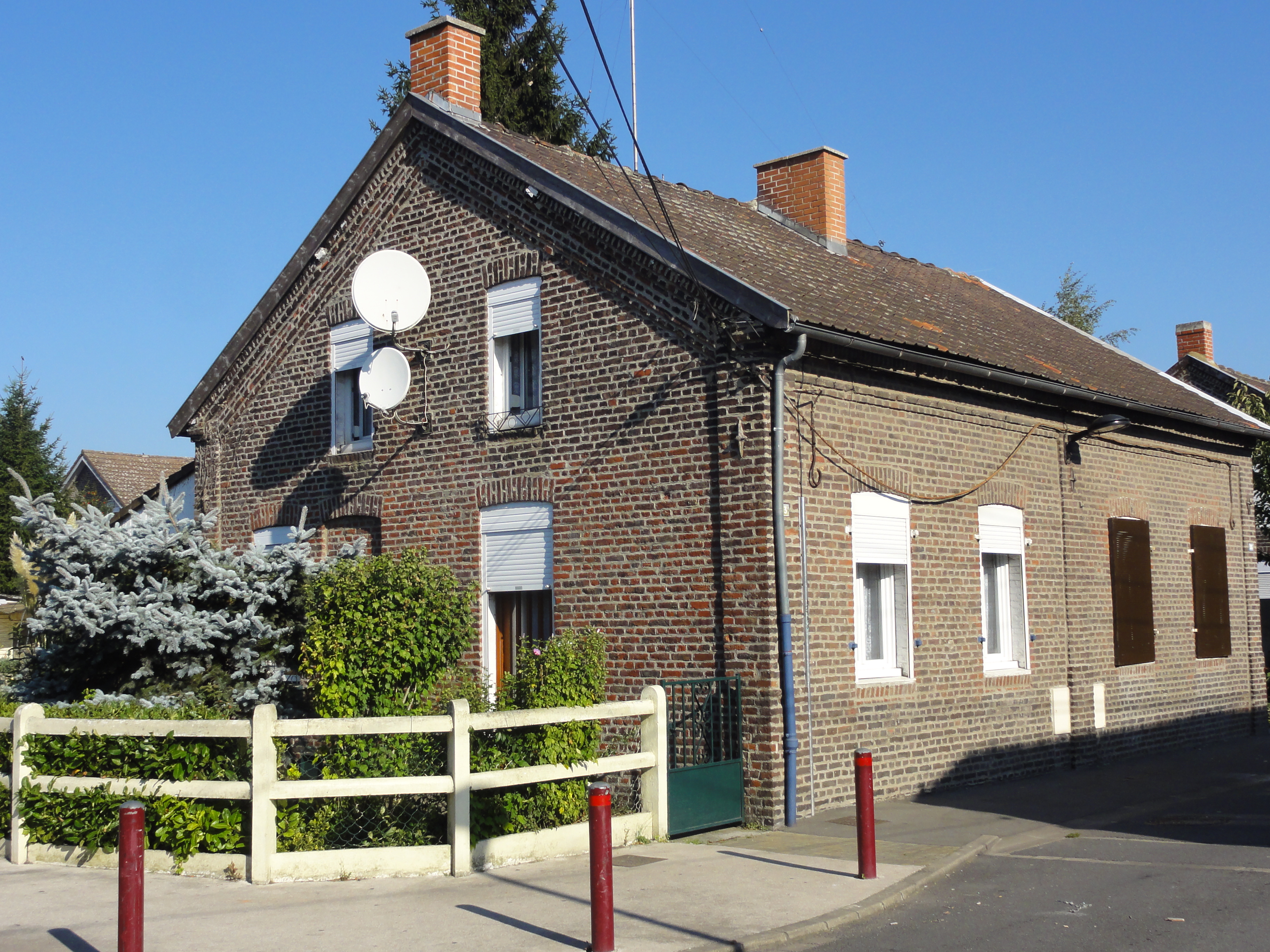
Des habitations groupées par deux.
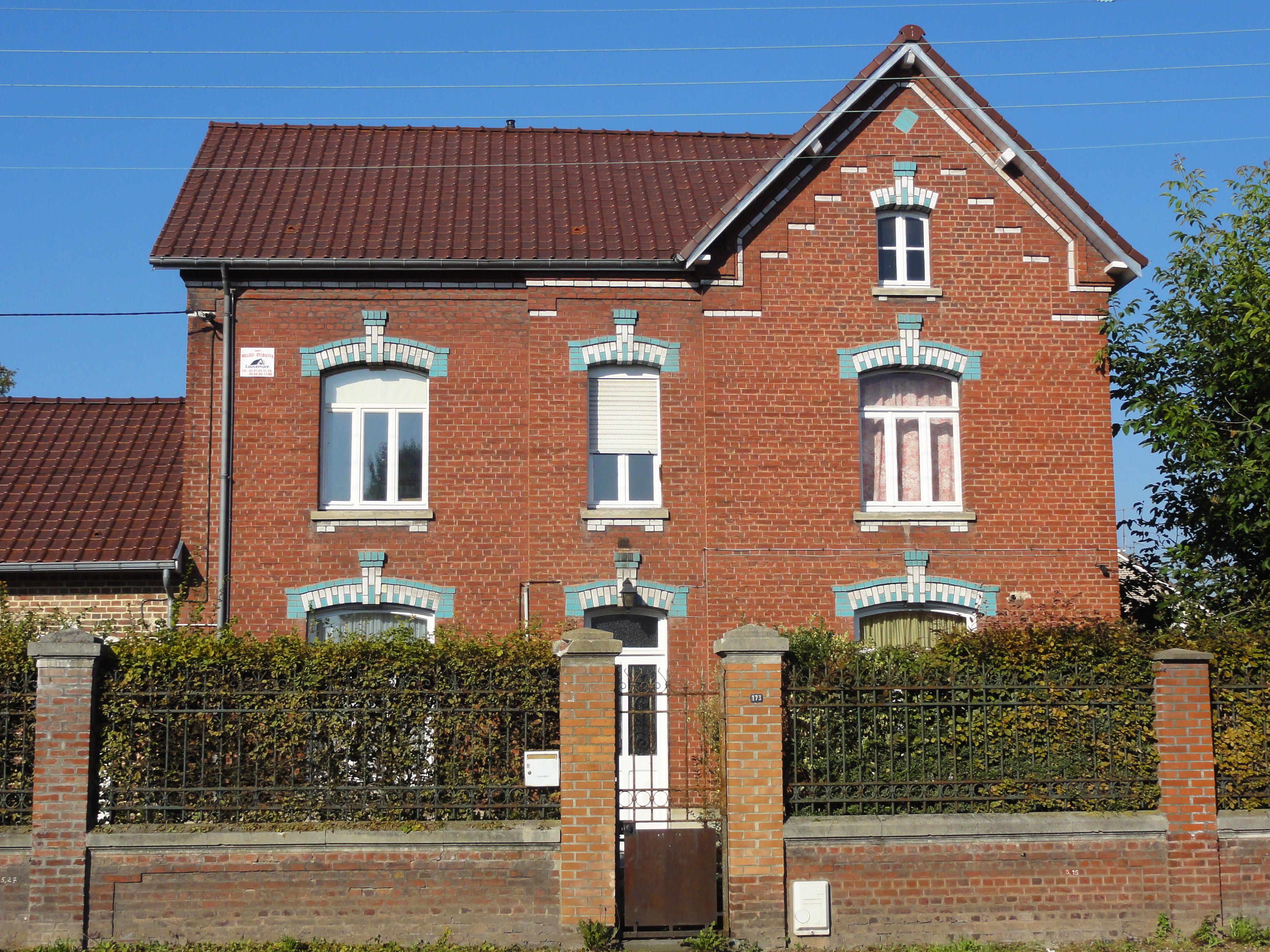
Une habitation d'ingénieur.
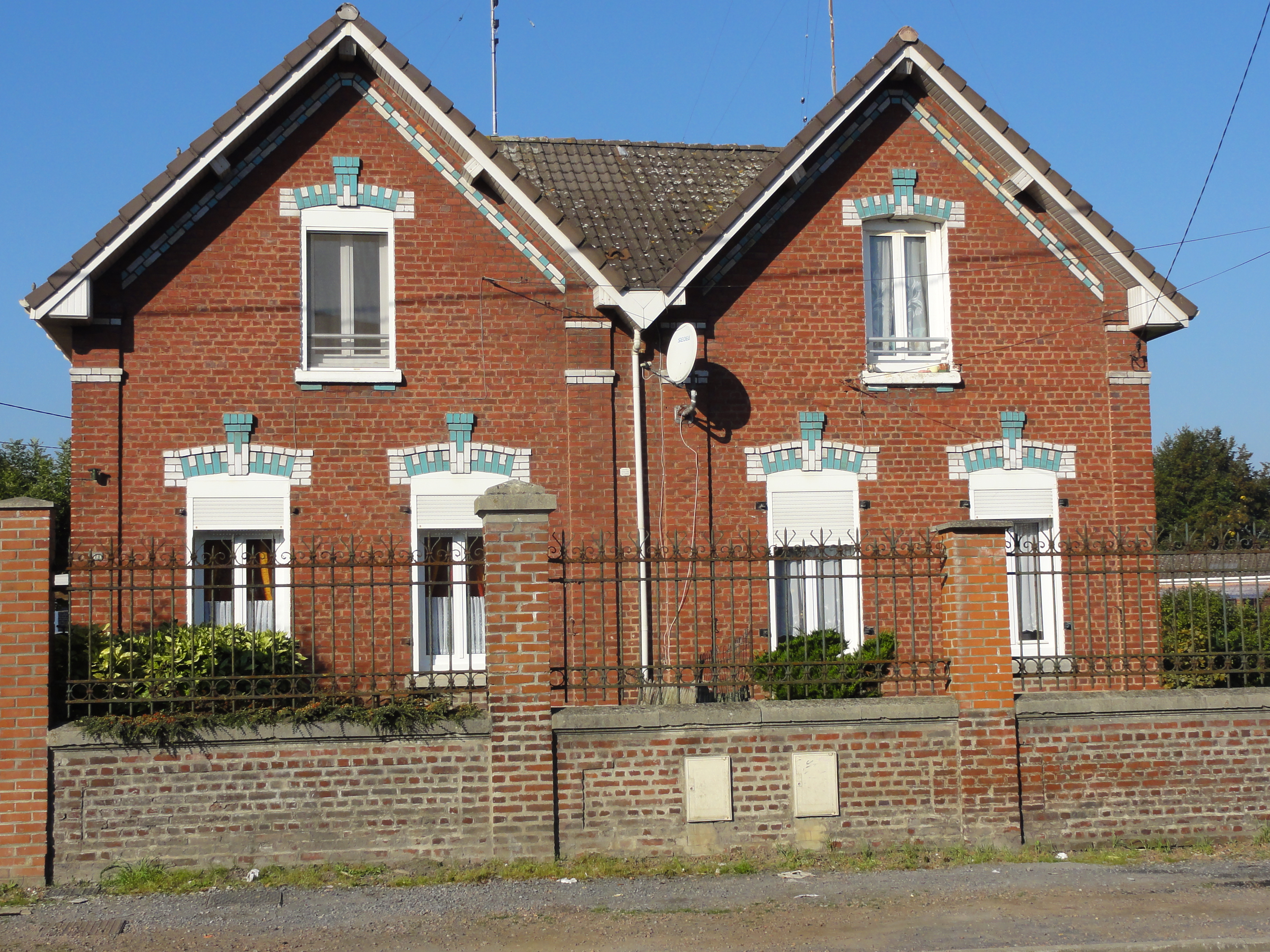
Des habitations groupées par deux.
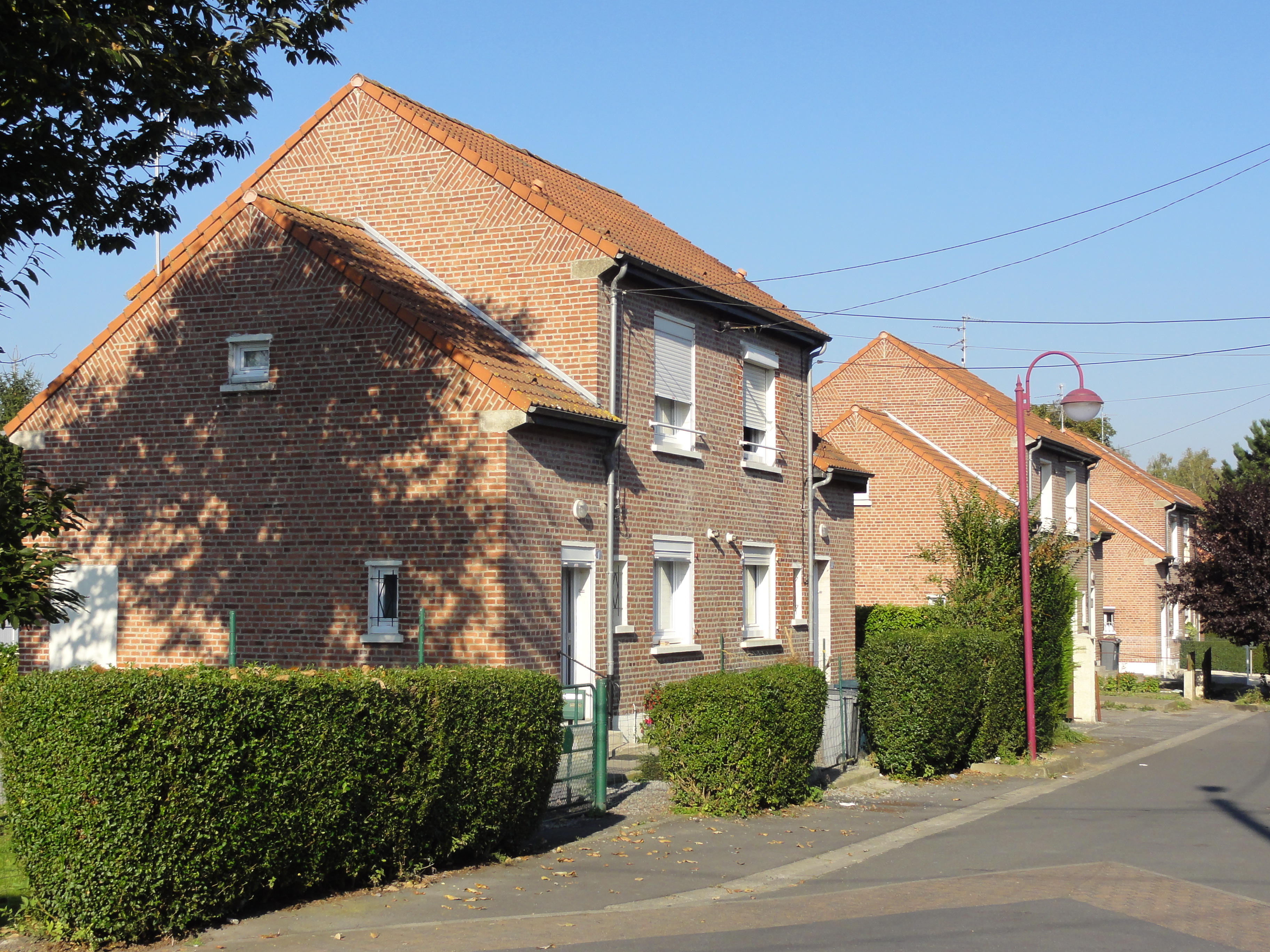
Des habitations post-Nationalisation groupées par deux.
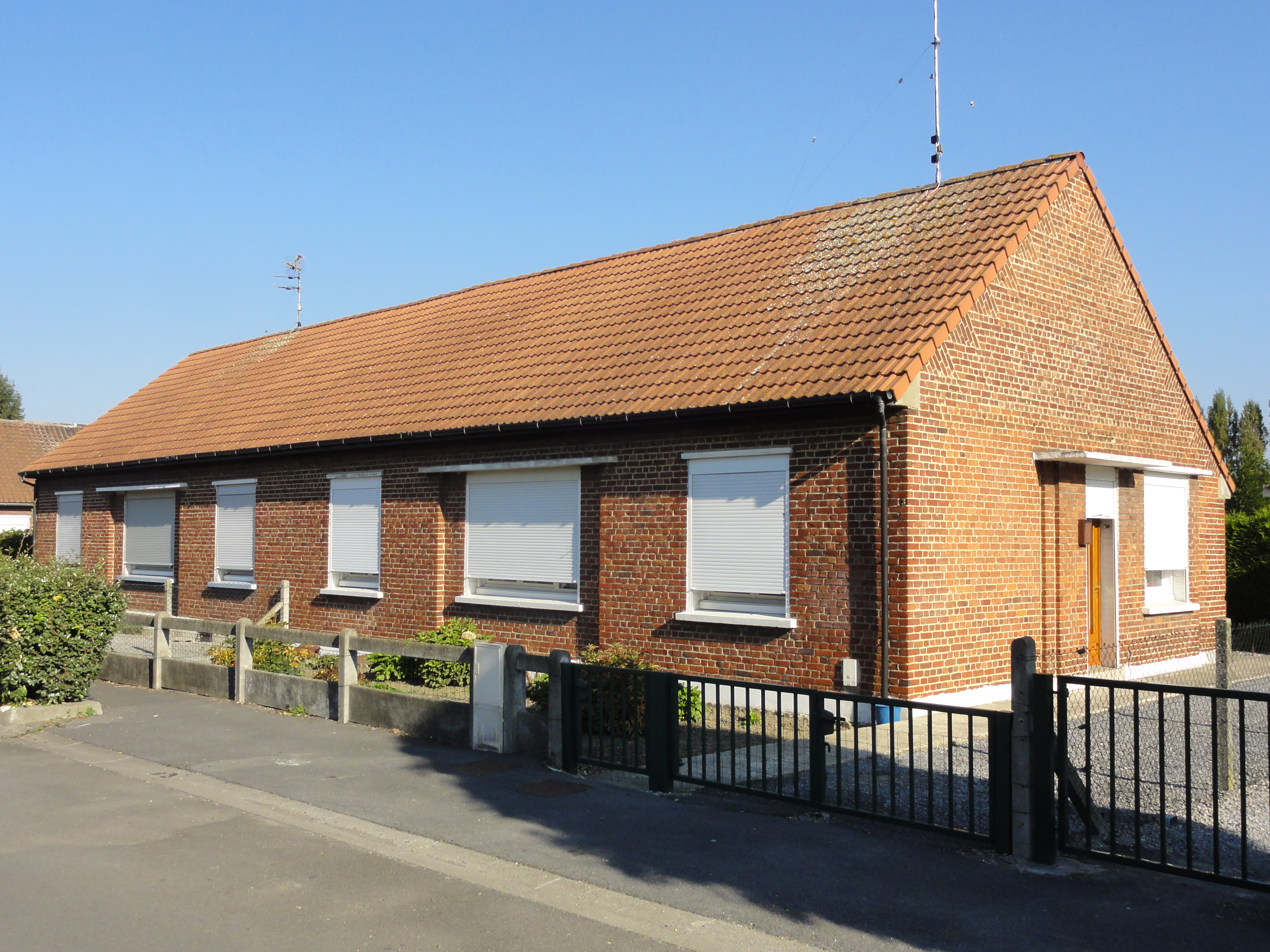
Des habitations post-Nationalisation groupées par deux.

### L'église Saint-Adolphe

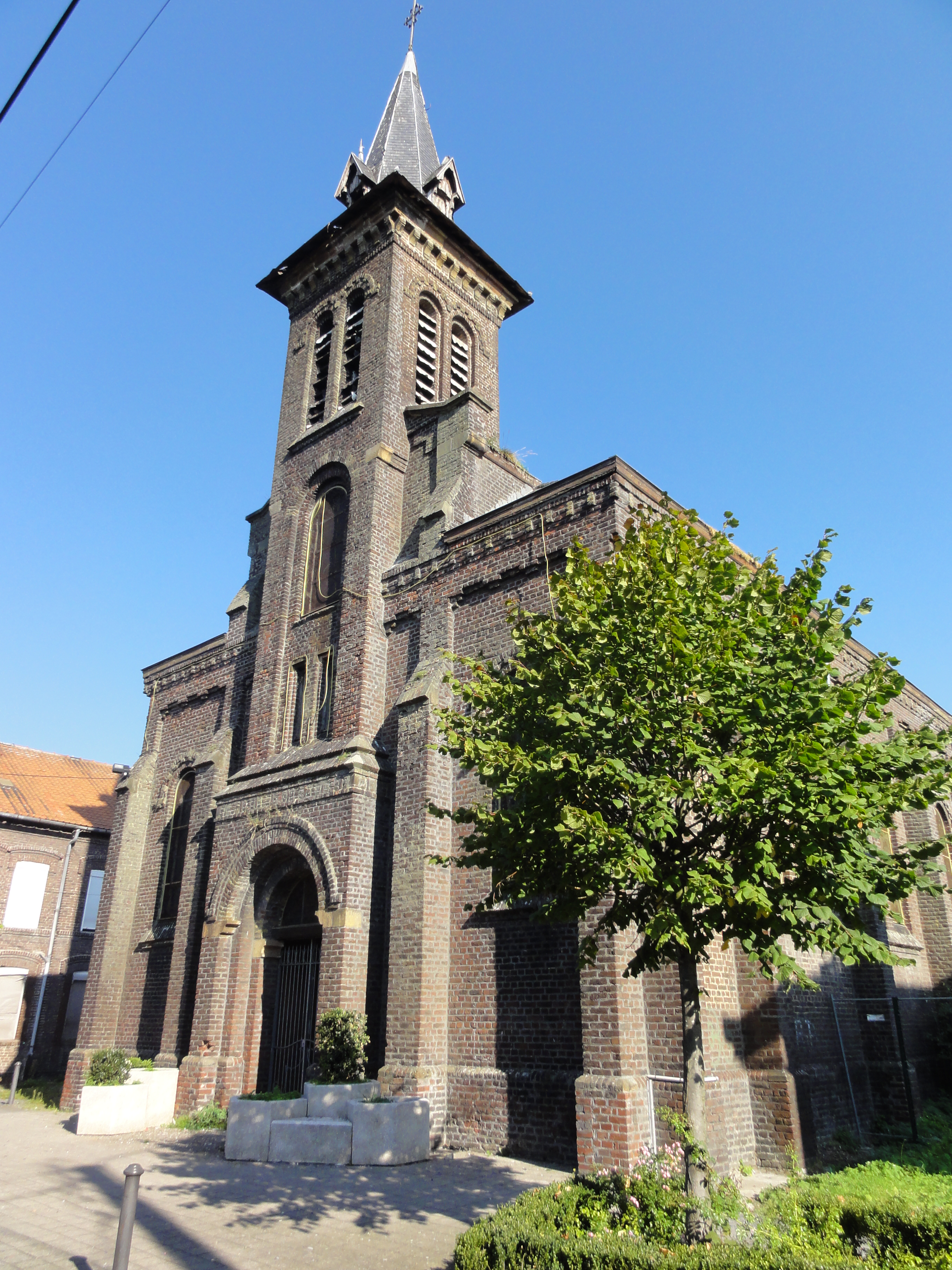
L'église Saint-Adolphe

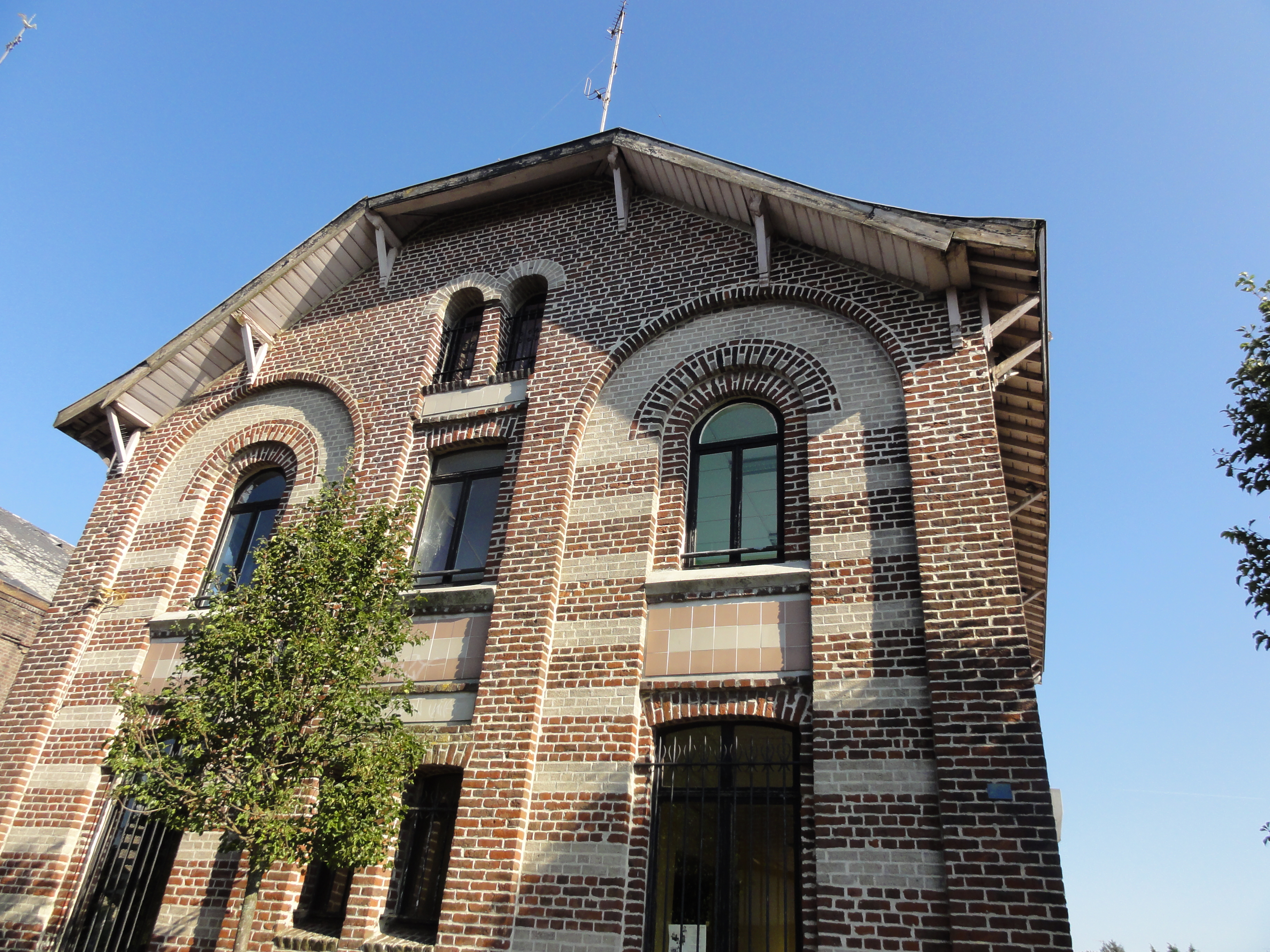
Les écoles.

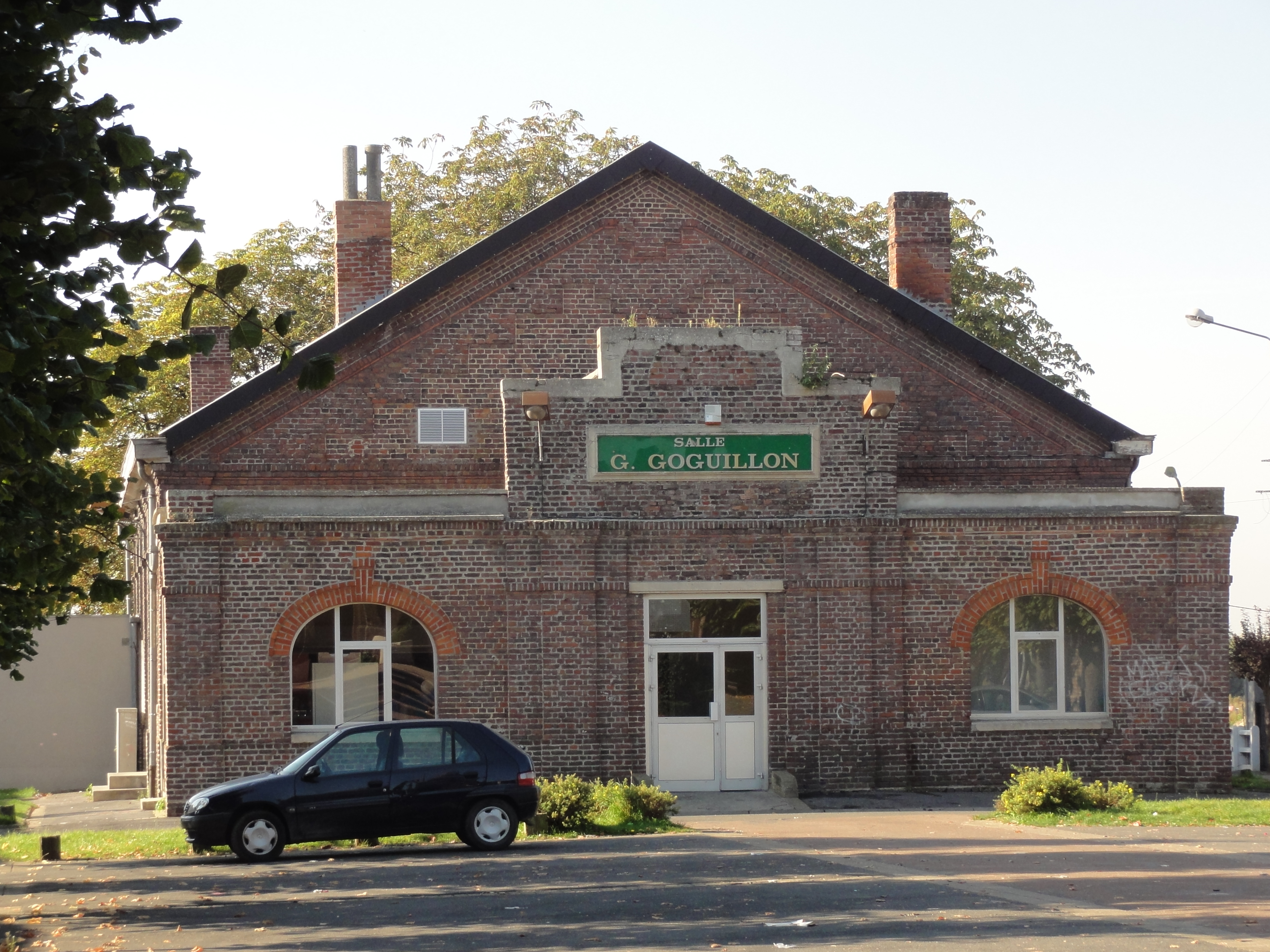
La salle des fêtes.

50° 24′ 29″ N, 3° 33′ 27″ E
L'église Saint-Adolphe est bâtie en 1875-1877 au cœur des cités les plus anciennes. Elle est baptisée Saint-Adolphe en l'honneur d’Adolphe Thiers.

### Les écoles
50° 24′ 30″ N, 3° 33′ 27″ E
50° 24′ 53″ N, 3° 33′ 32″ E
Deux groupes scolaires ont été bâtis dans les cités de la fosse Thiers : le premier est localisé de part et d'autre de l'église, le second l'est le long de la route reliant Valenciennes à Condé-sur-l'Escaut.

### La salle des fêtes
50° 24′ 27″ N, 3° 33′ 25″ E
Une salle des fêtes a été construite en face de l'église, de l'autre côté de la place.